# 铜陵市第三中学
铜陵市第三中学是中国安徽省铜陵市的一所高级中学，于1965年建校，1978年被确定为市重点中学，1999年成为安徽省首批示范性高级中学。

## 教育设施及人员构成
配有标准的物理、化学、生物实验室，微机房，图书馆（藏书4000多册），运动场（300米跑道）1个，篮球场3个，排球场2个，现有16个教学班级800余名学生，69名教职工。